# Stadion Kalinjingrad
Stadion Kalinjingrad (rus. Стадион Калининград) nogometni je stadion u gradu Kalinjingradu, na krajnjem zapadu Kalinjingradske oblasti Ruske Federacije. Namjenski je izgrađen za potrebe Svjetskog prvenstva u nogometu 2018. čiji domaćin je Rusija. Građen je od lipnja 2015. do studenog 2017., a troškovi gradnje iznosili su 17,8 milijardi ruskih rubalja. Kapacitet stadiona za svjetsko prvenstvo je 35,000 sjedećih mjesta, a nakon prvenstva kapacitet će biti smanjen na 25,000 mjesta.
Cjelokupno područje oko stadiona ima površinu od 24,4 hektara; ukupna površina objekta je 109.721,8 m², dok su dimenzije nogometnoga terena 105×68 metara.
U travnju 2012. regionalna vlada izabrala je francuski arhitektonski ured Wilmotte & Associes, SA kao izvođača radova za izgradnju stadiona. Sam projekt vrijedi 17,8 milijardi ruskih rubalja. Izdvojeno je 50% od iznosa iz saveznog proračuna, a druga polovina iz regionalnog proračuna. Izgradnja je počela ubrzo nakon toga. Stadion će nakon Svjetskog prvenstva 2018. godine imati kapacitet od 25,000 mjesta. Kako bi se prilagodilo ovom smanjenju, dio krova bit će uklonjen.
Krajem listopada 2012. regionalne vlasti najavile su otvoreni natječaj za razvoj projekta i radnih dokumenata za stadion. Pobednik je bio Mostovik. Početkom ožujka 2013. Mostovik je objavio skicu stadiona, koja je dobila radni naziv „Arena Baltika”.
U lipnju 2014. godine, Arbitražni sud Omska proglasio je bankrot Mostovika, a u ožujku 2015. godine otpočeo je raskid ugovora s tom tvrtkom. Dana, 1. travnja 2014. vlada je imenovala tvrtku ZAO Crocus International kao jedinog izvođača Ministarstva sporta Ruske Federacije za radove na izgradnji. Ugovor je potpisan između Vlade Kalinjingradske oblasti i kompanije Crocus International.
U početku su regionalne vlasti razmatrale mogućnost izgradnje novih sportskih objekata u središtu grada, na mjestu aktualnog stadiona. Konačno, u prosincu 2014. godine najavljeno je da će Oktijabrski otok biti lokacija novog stadiona, iako je tamo česta mogućnost za poplave, a rad na tome bi zahtijevao dodatna financijska ulaganja.
Dana, 10. kolovoza 2015. godine postalo je poznato da će stadion dobiti službeni naziv „Stadion Kalinjingrad”. Na njemu je predviđeno da se odigraju četiri utakmice u grupnoj fazi Svjetskog prvenstva. Jedna od njih je Hrvatska - Nigerija.